# Fraise (outil)
Pour les articles homonymes, voir fraise (homonymie).
La fraise est un outil qui permet d'usiner la matière (métal, bois, etc.). Elle est généralement utilisée sur une fraiseuse pour faire du fraisage.

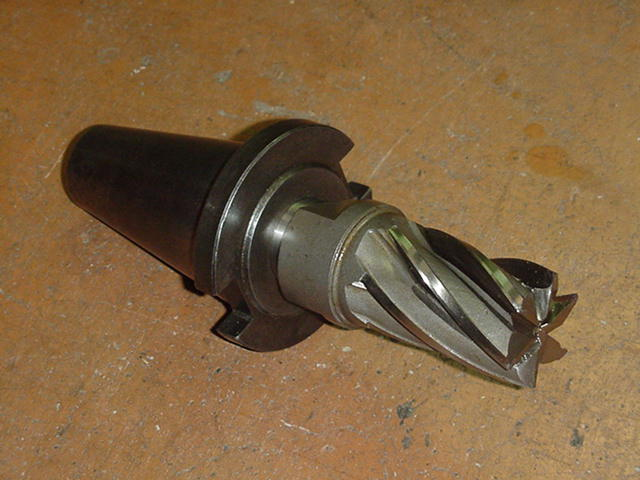
Fraise cylindrique 2 tailles.

## Les caractéristiques d'une fraise
Il faudra bien faire attention à ne pas confondre le sens de coupe et le sens de l'hélice.

### Sens de coupe
Les fraises sont dites « en coupe à droite » si, en vue de dessus par rapport à la broche de la machine, elles tournent dans le sens horaire (appelé aussi sens anti-trigonométrique). C'est 95 % des cas. Elles sont dites « en coupe à gauche » si elles tournent dans le sens inverse des aiguilles d'une montre (sens anti-horaire ou trigonométrique) environ 5 % des fraises 2 tailles.

### Type de denture
L'inclinaison des arêtes de coupe peut varier d'une fraise à l'autre, la fraise peut être à :
- denture droite ;
- denture hélicoïdale (avec l'hélice à gauche ou à droite) ;
- denture alternée (double hélice).

### La forme
Suivant le profil des génératrices par rapport à l'axe de l'outil, on distingue : les fraises cylindriques, coniques et les fraises de forme.

## Les principaux éléments géométriques de la fraise
- Les angles

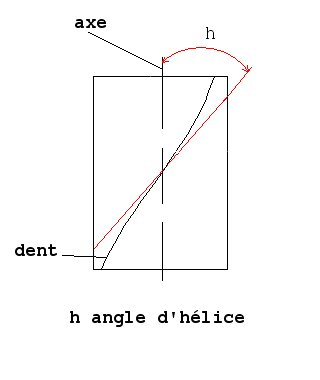
Angle_hélice.

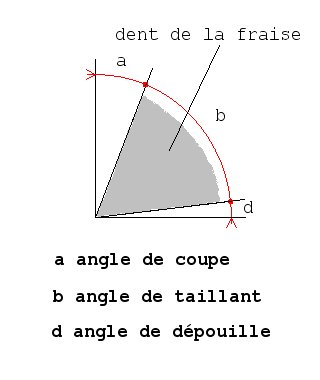
Angles d’affûtage.

Angle d'héliceC'est l'angle compris entre l'axe longitudinal de la fraise et l'inclinaison de la denture. L'angle sera faible (environ 5°) pour l'usinage de métaux à copeaux courts tels que la fonte et ira en augmentant pour les métaux légers (aluminium) (25°) ou l'usinage des aciers spéciaux : inox par exemple.
Angle de taillantC'est l'angle qui constitue la partie coupante de la dent de la fraise. Plus il est aigu, plus il est fragile.
Pente d'affûtage ou Angle de coupeCet angle influe sur la façon dont se forme le copeau sur la face de coupe. Plus il est grand, plus l'effort de coupe diminue. L'angle de coupe est plus important pour l'aluminium que pour la fonte par exemple.
Angle de dépouilleL'angle de dépouille évite le frottement (talonnage) de l'arrière de la dent sur la partie de la pièce déjà usinée.

## Composants des fraises
Il existe plusieurs groupes de matériaux entrants dans la composition des fraises :
- les fraises en acier rapide (HSS ou High Speed Steel) ;
- les fraises en carbure monobloc ;
- les fraises à plaquettes carbure amovibles ou brasées ;
- les fraises CBN;
- les fraises diamant

## Les modèles de fraises

### La fraise-scie
Il existe plusieurs fraises-scies :
- la fraise-scie 1 taille ;
- la fraise-scie 3 tailles ;
- la fraise-scie à denture Heller.

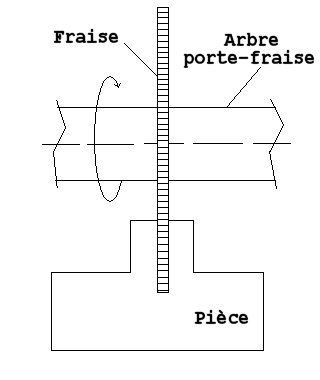
Fraise scie.

La fixation de la fraise-scie se fait la plupart du temps sur un mandrin porte fraises à bagues ou un mandrin à pompe. Dans les deux cas l’entraînement de la fraise se fait au moyen d'une clavette insérée dans le mandrin.
La fraise-scie trouve son utilité dans les dégagements d'angle, dans le sciage de deux parties qui doivent avoir une certaine élasticité (voir schéma), ou pour l'usinage de rainures étroites et très profondes qui ne seraient pas réalisables avec une fraise à rainurer, dans ce cas la fraise-scie 3 tailles est préférable.
La fraise-scie a un inconvénient ; comme elle est souvent de grand diamètre son dégagement n'est pas aisé.

### La fraise 1 taille à rainurer
La fraise à rainurer 1 taille peut être considérée comme une fraise-scie à 1 taille, mais de plus petit diamètre, pour être plus rigide.

### La fraise à surfacer

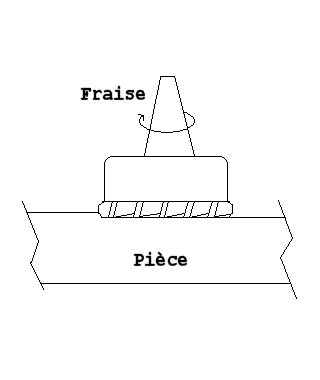
Fraise à surfacer.

Il existe plusieurs types de fraise à surfacer :
- la fraise 1 taille à surfacer ;
- la fraise cloche à surfacer ;
- la fraise à surfacer-dresser (qui permet de surfacer très près d'un épaulement[1]).

La partie coupante d'une fraise à surfacer est faite :
- d'une fraise monobloc en Acier Rapide (AR).
- d'outils rapportés en AR.
- d'outils rapportés à plaquettes brasées en carbure de tungstène.
- de plaquettes de carbure de tungstène amovibles (à jeter).

L'attachement de la fraise à surfacer se fait par :
- un attachement conique (cône Morse ou cône Standard américain SA) ; pour les diamètres petits à moyens.
- un attachement direct sur le nez de la broche de la fraiseuse (de loin le plus rigide pour les grands diamètres).

### La fraise cylindrique 2 tailles

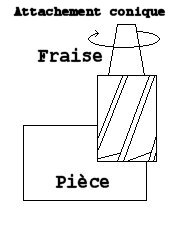
Fraise 2 tailles.

La fraise cylindrique 2 tailles peut être utilisée pour plusieurs usages :
- avec sa face plane, elle peut surfacer ;
- avec sa périphérie, le contournage est fréquemment réalisé ;
- mais sa fonction principale réside dans l'usinage d'épaulements[1] (voir schéma).

Elle peut avoir une « coupe au centre », c'est-à-dire que les dents se rejoignent au centre de la fraise, ce qui permet de faire un évidement.
La fraise 2 tailles se trouve avec différents attachements :
- à queue conique (cône Morse ou cône standard américain) ;
- à queue cylindrique (surtout dans les petits diamètres) ;
- à alésage cylindrique, pour monter sur des mandrins à pompe.

### La fraise à rainurer 2 dents

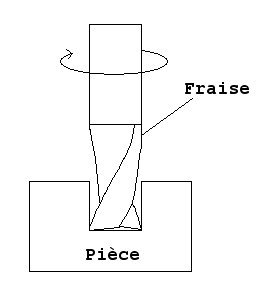
Fraise à rainure 2 dents.

La fraise à rainurer 2 dents est une fraise qui sert à usiner des rainures droites ou circulaires, là où la fraise 3 tailles ne peut effectuer cette opération d'usinage.
Ce type de fraise existe aussi avec coupe centrale : une des deux dents a une arête de coupe plus grande, sa longueur est égale ou supérieure au rayon.
Cela permet de plonger dans la matière sans faire de perçage au préalable.
La fraise à rainure 2 dents se présente avec un attachement à queue cylindrique pour les petits diamètres et à queue conique pour les gros diamètres.

### La fraise pour rainures en T

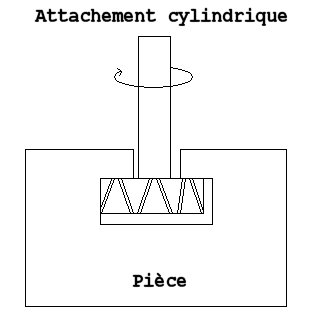
Fraise pour rainures en T.

Cette fraise qui ressemble à une fraise 3 tailles sert à usiner les deux parties qui sont en retrait dans une rainure en T.
Les rainures en T sont très employées sur les machines-outils (tables) et également sur de nombreux outillages pour la fixation de matériels.
Cette fraise se trouve soit en attachement conique, soit en attachement cylindrique.
Elle est très souvent à denture alternée, mais on la trouve également en denture droite.
Leurs dimensions sont en rapport avec les dimensions des rainures, qui elles sont normalisées.
Pour l'usinage, il faut tout d'abord faire une rainure droite (col de la rainure) avec une fraise 3 tailles, puis usiner les deux parties en retrait de la rainure en T suivant le guide.

### La fraise pour logement de clavette-disque

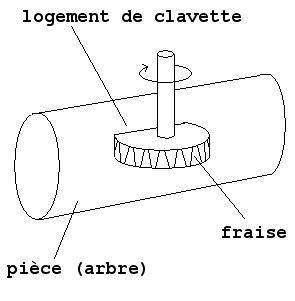
Fraise pour logement de clavette disque.

Elle est à denture droite ou à denture alternée.
Son attachement est principalement la queue cylindrique.
Ses dimensions sont normalisées, car les clavettes sont des éléments mécaniques également normalisés.
L'usinage se fait en une seule passe de plongée.

### La fraise d'ébauche

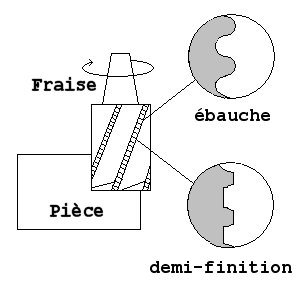
Fraise d'ébauche.

La fraise d’ébauche est une fraise dont la partie coupante des dents est munie de brise-copeaux disposés en spirale sur le pourtour de la fraise.
Ces brise-copeaux peuvent être de deux profils : (voir schéma)
- d’ébauche
- de demi-finition

On trouve également des fraises d’ébauche à pastilles interchangeables en carbure de tungstène.
Comparée à une fraise 2 tailles normale, la fraise d’ébauche permet un enlèvement de métal important avec un effort moindre. En effet, elle est composée d'une double dentition qui facilite le fraisage et donne un résultat lisse, notamment sur les métaux et les aciers trempés.

### La fraise 3 tailles (à denture droite ou alternée)

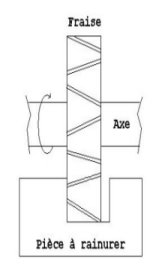
Fraise 3 tailles.

La fraise 3 tailles sert à exécuter des rainures avec des faces latérales parfaitement parallèles, car la flexion de la fraise et son affûtage n'influent pas sur le profil de la rainure, contrairement au rainurage à l'aide d'une fraise 2 tailles.
Ce type de fraise existe à alésage pour monter sur un arbre ou avec moyeu.
Le rainurage s'effectue en déplaçant la pièce perpendiculairement à l'axe de la fraise.
La largeur de la rainure est obtenue en décalant la pièce sur un axe parallèle à l'axe de la pièce.
La profondeur de la rainure est atteinte en relevant la pièce de la valeur souhaitée.

### La fraise extensible (3 tailles à dentures alternées)
La fraise 3 tailles extensible peut être considérée comme deux fraises 3 tailles accolées et dont on peut régler l'écartement au moyen de rondelles d'épaisseur très précises.
Ce réglage de l'écartement des 2 fraises permet d'usiner des rainures calibrées en une seule passe.

### La fraise d'angle (ou fraise pour queue d'aronde)

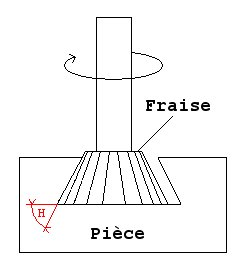
Fraise d'angle.

La fraise d'angle est une fraise à 2 tailles dont l'angle H n'est plus de 90° ; il prend des valeurs de 45°, 60°, ou 70°.
La fraise d'angle sert à usiner des glissières appelées glissières à queue d'aronde.
Cette fraise a un attachement à queue cylindrique ou à queue au cône morse.
L'usinage de ces glissières se fait tout d'abord en ébauchant à l'aide d'une fraise 2 tailles ou 3 tailles, puis on passe la fraise d'angle pour calibrer la glissière à la dimension voulue.
L'opération s'effectue par petites passes car la denture ne permet pas un gros débit de copeaux.

### La fraise isocèle

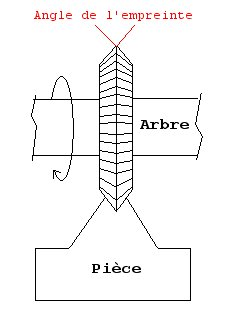
Fraise isocèle.

La fraise isocèle est une fraise à 2 tailles qui est utilisée pour usiner des empreintes à un angle précis (par exemple usinage d'un vé, voir schéma). Nota : pour un vé de précision, l'usinage en bout avec une fraise 2 tailles est fortement conseillé, de par les qualités géométriques requises). Une fraise isocèle est aussi utilisée pour faire 2 chanfreins simultanément dans des rainures par exemple.
Sa denture est droite.
L'angle peut prendre différentes valeurs : 30°, 45°, 60°, 90°
Cette fraise possède un alésage, donc son attachement se fait sur un arbre muni d'une clavette.

### La fraise pour 1/2 cercle
Il y a deux modèles :
- la fraise convexe ;
- la fraise concave.

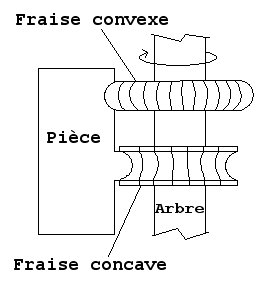
Fraises demi-cercle.

La fraise demi-cercle, est une fraise à profil constant, c’est-à-dire qu'après réaffûtage, elle conserve son profil d'origine.
La fraise concave sert à usiner des parties convexes.
La fraise convexe est utilisée pour usiner des parties concaves.
Cette fraise a un attachement par alésage, aussi est-elle montée sur un mandrin muni d'une clavette, comme la fraise 3 tailles.
Nota : On trouve également des fraises concaves à profil quart de cercle.

### La fraise àchanfreiner

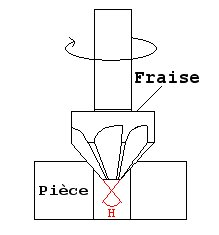
Fraise à chanfreiner.

La fraise à chanfreiner est une fraise qui est disponible avec deux valeurs de l'angle de pointe H :
60° et 90°.
Elle sert comme son nom l'indique à faire des chanfreins sur des bords de trous ou sur des arêtes rectilignes ou courbes.
Cette fraise se trouve avec attachement à queue cylindrique pour l'usinage de chanfreins sur les arêtes de pièces et la fraise à queue conique est préférée pour chanfreiner les trous.
Ce n'est pas une fraise à gros débit de copeaux, elle « casse les angles ».

### Les fraises à plaquettes carbure amovibles

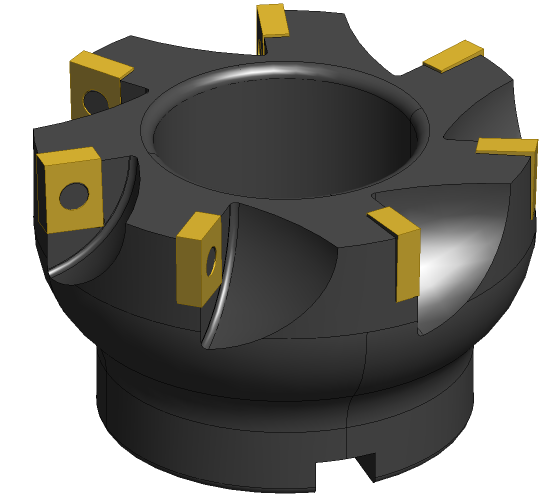
Fraise à pastilles rapportées.

Ces fraises utilisent des plaquettes carbure amovibles :
- la fraise à surfacer ;
- la fraise à surfacer et dresser ;
- la fraise à rainurer ;
- la fraise 3 tailles ;

## Fraise à pas variable
Lors de l’usinage de matériaux à paroi mince, des vibrations, dues au contact outil-métal, engendrent des défauts de surface ainsi que l’usure de l’outil, provoquée par les chocs répétés à fréquence régulière. Outre la solution de faire tourner la broche porte-outil à une vitesse variable, une autre solution est d’utiliser un outil à pas variable. Le pas étant différent, chaque dent attaque la matière à une fréquence différente de la précédente, engendrant ainsi des vibrations beaucoup plus faibles.